# Olexandr Tovkai
Olexandr Tovkai (en ucraniano: Олександр Товкай; 27 de enero de 1996) es un deportista ucraniano que compite en pentatlón moderno.
Ganó una medalla de plata en el Campeonato Mundial de Pentatlón Moderno de 2024 y dos medallas en el Campeonato Europeo de Pentatlón Moderno de 2024.

## Medallero internacional
| Campeonato Mundial | Campeonato Mundial | Campeonato Mundial | Campeonato Mundial |
| Año                | Lugar              | Medalla            | Competición        |
| ------------------ | ------------------ | ------------------ | ------------------ |
| 2024               | Zhengzhou (China)  | Medalla de plata   | Relevo             |
| Campeonato Europeo |                    |                    |                    |
| Año                | Lugar              | Medalla            | Competición        |
| 2024               | Budapest (Hungría) | Medalla de oro     | Individual         |
| 2024               | Budapest (Hungría) | Medalla de bronce  | Relevo             |